# École spéciale des travaux publics, du bâtiment et de l'industrie
Cet article possède des paronymes, voir École centrale des travaux publics et École nationale des travaux publics de l'État.
Pour les homonymes du sigle de l'école, voir Estp.
L'ESTP (anciennement École Spéciale des Travaux Publics, du bâtiment et de l'industrie) est l'une des 204 écoles d'ingénieurs françaises accréditées au 1er septembre 2020 à délivrer un diplôme d'ingénieur et est également accréditée à délivrer d'autres diplômes.
L'école est implantée sur 5 sites : 4 campus de formation initiale (Cachan, Troyes, Dijon, Orléans) ainsi qu'un campus de formation continue (Paris). Elle est membre associé de la ComUE Université Paris-Est et de l'université de Reims Champagne-Ardenne, et dispose du statut d'EESPIG par décret du 6 juillet 2016.

## Introduction
L’ESTP est fondée en 1891 par Léon Eyrolles, un entrepreneur visionnaire qui souhaitait répondre au besoin croissant d’ingénieurs et de techniciens qualifiés pour accompagner l’essor des infrastructures et de l’urbanisation en France. C’est une école privée, dont la forme juridique est celle d'une association à but non lucratif. Elle forme en France des ingénieurs dans le secteur de la construction, de l’aménagement, de l'immobilier et de l’efficacité énergétique, ses domaines de spécialités.
La durée du cursus ingénieur est de trois ans après le cursus de classes préparatoires aux grandes écoles ou par admission sur titre. L'école compte 45 000 anciens élèves, dont 36 000 en activité, 2 700 élèves en formation initiale (dont 30 % de femmes) et 1 000 stagiaires en formation continue.
La durée du cursus pour être conducteur de travaux est de trois ans après le bac ou bien par admission en cours de cursus.
Le campus de Cachan, érigé en 1904 pour accueillir les laboratoires, est le principal site de l'école depuis la rentrée 2011 à accueillir les élèves en formation d'ingénieur, de techniciens spécialisés « conducteurs de travaux » et d'étudiants en licence professionnelle ou master spécialisé.
L'ESTP a mené une politique d'ouverture de campus en régions avec l'ouverture d'un campus à Troyes en septembre 2017, suivi d'un second campus à Dijon en 2019 ainsi qu'un campus à Orléans en septembre 2023.
Accréditée par la Commission des titres d'ingénieurs, elle est membre de la Conférence des grandes écoles (CGE), de l'Union des grandes écoles indépendantes (UGEI), de la conférence des directeurs des écoles françaises d'ingénieurs (CDEFI), du G16+ ainsi que du pôle universitaire Paris-Est. Elle est également reconnue comme Établissement d'enseignement supérieur privé d'intérêt général.
Jouissant d’un grand prestige dans le monde de l’ingénierie et de la construction, en France comme à l’international, elle est réputée pour former des ingénieurs opérationnels, polyvalents et dotés d’un solide bagage technique. L’école s’appuie sur un réseau d’anciens extrêmement influent, occupant des postes à haute responsabilité dans le BTP, l’immobilier, les transports, l’énergie et les infrastructures.

## Historique
Né à Tulle dans un milieu modeste, Léon Eyrolles est reçu en 1882 conducteur des ponts et chaussées. Tout en exerçant ses fonctions dans l’administration, il aide quelques collègues à préparer le concours de conducteur des Ponts et chaussées. L’École nationale des ponts et chaussées est à cette époque pratiquement le seul établissement d’enseignement supérieur dans le domaine des travaux publics alors que l’époque est aux grands travaux sollicités par la révolution technique (avènement de l'électricité, du téléphone, naissance de l’architecture métallique, du béton armé, etc.). C'est une époque de fondation d'écoles supérieures, l'École centrale d'architecture est fondée en 1865, reconnue d'utilité publique en 1869.
En 1891, Léon Eyrolles crée un cours par correspondance dénommé "l'École chez soi", tandis qu'à Marseille s'ouvre cette année là l'École d'ingénieurs de Marseille qui formera les ingénieurs de l'empire colonial. En 1898, il se consacre exclusivement à l'enseignement et installe les classes et bureaux de l’École au Quartier latin, rue Thénard; elle est alors connue comme l'École Eyrolles. Peu à peu, avec le soutien des pouvoirs publics et de la profession, il crée une annexe à Cachan pour y installer les applications pratiques. Le développement de l'École spéciale des travaux publics, du bâtiment et de l'industrie ne fait que commencer.
Parallèlement au développement de l'école, Léon Eyrolles ouvre en 1925 la Librairie de l'enseignement technique, qui deviendra une maison d'édition, le groupe Eyrolles.
Elle est reconnue par l'État pour ses missions d'intérêt général depuis 1921.
Historiquement, le bureau des élèves s'appelle BLOC depuis la Seconde Guerre mondiale. En effet, sous l'impulsion de Henri Ducassou en 1943, les étudiants de l'ESTP ont rejoint les groupes de Résistance et ont fait "BLOC" face à l'occupant. L'ESTP s'illustre alors par son engagement, ce qui lui vaudra d'être citée en 1954 à l'Ordre de l'Armée avec attribution de la Croix de guerre 1939-1945, remise le 11 juin 1954.
En 1999, l'ESTP est rattachée à l'École nationale supérieure d'arts et métiers (ENSAM) au titre de l'article 718-16 du code de l'éducation.
Elle bénéficie du statut d'établissement d'enseignement supérieur privé d'intérêt général par arrêté du 6 juillet 2015
À compter de la rentrée 2019, un nouveau site à Dijon s'ajoute aux sites existants de Cachan et de Troyes. L'ESTP s'implante également à Orléans en 2023.

### Anciennes formations
À sa fondation, les prémices de l'école présentaient une forme différente sur le modèle des cours du soir, avec des cours à la carte en fonction des besoins de chacun.
En 1900, les cours techniques supérieurs préfigurent trois spécialités actuelles: Travaux Publics (trois ans), Bâtiment (deux ans) et Électricité (deux ans). Les cours techniques élémentaires ont pour but de préparer aux cours techniques supérieurs ou de préparer aux concours de conducteurs de travaux. La section administrative, d'un ou deux ans, prépare aux concours administratifs des Ponts et Chaussées, de la Ville de Paris ou des chemins de fer.
Entre les deux guerres, à côté des quatre écoles alors en deux ans (TP, B, ME et IG) se trouvent des cours préparatoires d'un maximum de trois ans (TS1, 2 et 3, celle-ci divisée en sections B, TP, ME et C), avec des concours à tous les niveaux pour l'accès aux quatre écoles, et une formation aux concours administratifs en deux ans (SA1 et SA2). D'autres formations en deux ans s'adressent au personnel des chemins de fer (PLM, CFE, CFV...).
Après 1958, l'école inclut des formations continues. La promotion ouvrière technique (agréée en 1943 par le syndicat des producteurs et distributeurs d'énergie électrique) et la promotion ouvrière administrative (agréée en 1947 et au quart féminisée) est ouverte à des agents ayant trois ans d'ancienneté qui s'engagent à travailler encore 5 ans. En 1963, sur une centaine d'élèves des deux formations, 8 % des agents ont les deux parties du baccalauréats, 8 % en ont une seule partie, le reste sans diplôme. Cette formation comprend une première année technique ou administrative, puis une seconde année spécialisée (gaz ou électricité, administrative ou commerciale). Ces formations disparaissent dans les années 1970. L'école a aussi abrité l'ancêtre de École nationale des travaux publics de l'État et jusqu'en 1985 l' l'École des ingénieurs de la ville de Paris.

## Formations proposées
L'ESTP est reconnue dans le monde du bâtiment et travaux publics (BTP) et dans celui de l'industrie comme étant une école à la fois généraliste et professionnalisante[réf. nécessaire]. L'école est administrée par les entreprises elles-mêmes.

### Ingénieur
L'ESTP est une école de référence dans la formation d'ingénieurs dans le secteur de la construction en France[réf. nécessaire]. Les étudiants ont le choix entre un cursus sous statut étudiant, post-concours CPGE, et un cursus par apprentissage accessible après un bac+2.
D'après la CTI, les caractéristiques des formations sont les suivantes en 2018 :
| Intitulé de la spécialité du diplôme d'ingénieur             | Type                                      | Accréditation | Label   |
| ------------------------------------------------------------ | ----------------------------------------- | ------------- | ------- |
| Bâtiment (B) (Cachan, Troyes)                                | Formation initiale sous statut d'étudiant | Maximale      | EUR-ACE |
| Topographie (T) (Cachan)                                     | Formation initiale sous statut d'étudiant | Maximale      | EUR-ACE |
| Travaux publics (TP) (Cachan, Dijon)                         | Formation initiale sous statut d'étudiant | Maximale      | EUR-ACE |
| Génie mécanique et électrique (GME) (Cachan)                 | Formation initiale sous statut d'étudiant | Maximale      | EUR-ACE |
| Génie Énergétique de la Construction Durable (GECD) (Cachan) | Formation initiale sous statut d'apprenti | Maximale      | EUR-ACE |

L'école recrute principalement via le Concours Commun Centrale-Supélec et le concours de la Banque PT après deux années de classes préparatoires aux grandes écoles pour 95 % des effectifs. Des admis sur titre (admis directement en première année de cycle ingénieur avec une formation en DUT, IUP de génie civil ou autre) intègrent également cette école (5 %). L'école délivre environ 800 diplômes par an.
Le titre d'ingénieur diplômé de l'ESTP, banalisé sous le nom d'Ingénieur E.T.P., est reconnu par la commission des titres d'ingénieur. De plus l'ESTP signe un « plan quinquennal» avec l'État.
Les élèves doivent s'acquitter durant chacune de leurs années de formation de frais de scolarité qui sont de l'ordre de 9 000 €/an pour la formation d'ingénieur ou ingénieur architecte, et un peu moins élevées pour la licence professionnelle et la formation conducteur de travaux. Cependant, chaque année un tiers environ des étudiants bénéficie d'une aide financière sous forme de bourse.
Certains des élèves ingénieurs suivent un cursus bi-diplôme. Le plus connu de ces double diplôme est celui d'ingénieur-architecte délivré avec l'ENSAPLV et l'ESA.
D'autres doubles diplômes existent avec une vingtaine d'établissements français tels que l'ENSAM, l'EDHEC, l'EM Lyon, l'ESCP, Sciences Po, CentraleSupélec, l’IFP School, l’École Nationale des Ponts et Chaussées, l’ENS Paris-Saclay, l’École Supérieure de Design ou encore l’IAE Paris.
En outre, des doubles diplômes sont conférés avec une quarantaine d'universités à l'international telles que TU Dresden, MIT, UCLA, UC Berkeley, University of Melbourne, Tongji University, University of Birmingham, etc.
L'ESTP a en outre des partenariats avec 95 universités sur les cinq continents.
Depuis 2023, les quatre grands diplômes de la formation initiale de l’ESTP ont été fusionnés en un seul et même diplôme : le Programme Grande École. Ce format rénové permet à tous les étudiants de suivre un socle commun avant de se spécialiser à partir du second semestre de leur deuxième année. En troisième année, de nouvelles spécialités sont proposées, offrant la possibilité d’élargir ou de réorienter leur parcours.

### Conducteurs de travaux - techniciens spécialisés
L'ESTP forme des techniciens, appelés communément dans la profession « conducteurs de travaux Eyrolles », dans deux spécialités : bâtiment et travaux publics.
Cette formation est dispensée sous deux statuts :
- en formation initiale (CB et CTP) ;
- en formation par l'apprentissage (CAB et CATP).

Le recrutement se fait principalement après le baccalauréat scientifique ou le STI2D. Les diplômes de technicien spécialisé conducteur des travaux publics et conducteur des travaux du bâtiment sont homologués par l'État au niveau III (bac +2). La majorité des élèves poursuivent leurs études en écoles d'ingénieurs, en école d'architectes ou en licence.
Ce diplôme peut également se préparer par alternance, dans le cadre d'un contrat d'apprentissage de deux ans rémunéré par les entreprises.
La formation de conducteurs à plein temps existe depuis 1903, son premier diplômé étant Francois Grassi, conducteur des Ponts et Chaussées, Corse de Bastia et futur maire de Bougival. En 1923, la première femme conducteur de travaux est diplômée: Andrée Paillard.

### Licences professionnelles et bachelors
L'ESTP organise deux licences professionnelles :
- management et conduite de travaux (en formation initiale ou par l'apprentissage) en partenariat avec le CNAM ;
- topographie, voirie et réseaux divers » avec l'Université de Créteil (UPEC).

Il s'agit de formations en un an après un bac + 2 (homologuées au niveau II par le ministère de l’Enseignement supérieur et de la Recherche).
Ces licences professionnelles ont pour objectif de renforcer les formations bac+2 en organisation et gestion de travaux, management des ressources humaines, sécurité, qualité et environnement pour la licence en management et conduite de travaux (LM), et de maîtriser des nouveaux codes de calcul européens (eurocodes) et des logiciels professionnels de CAO ou de calcul de structures pour celle de projeteur calculateur BTP (LP).
Le bachelor « Manager de la construction », accrédité au grade licence, est proposé par l’ESTP Paris depuis la rentrée 2020 sur le campus de Cachan, et depuis la rentrée 2023 sur le campus de Dijon. Il forme des professionnels de la construction aux métiers de manager dans la conduite de travaux, manager de projets immobiliers et manager en gestion des risques et en prévention. À Dijon, il propose une majeure "Ville intelligente et durable" (smart city).
Un bachelor "Architecture et construction" est proposé sur le campus de Troyes (diplôme d'établissement).

### Mastères Spécialisés
Plusieurs formations de mastère spécialisé accrédités par la Conférence des Grandes Écoles (CGE) sont proposés par l'ESTP : Management des entreprises de construction, Expertise de la construction et de l'habitat durables (avec les Arts et Métiers ParisTech), Maîtrise d'ouvrage et gestion immobilière, Management de l’Immobilier et des Services, Management et techniques en entreprise générale, conception intégrée et cycle de vie du bâtiment (avec l'école des ponts et chaussées), ainsi qu'un Mastère Spécialisé en travaux de génie écologique et en construction bas carbone.

## Activités de recherche
Au sortir de la Première Guerre Mondiale, la France constate que sa recherche était à la traine de celle de l'Allemagne : la paix sera l'occasion de combler le retard. Deux secteurs se méconnaissent. D'un côté, l'inertie de la recherche fondamentale. De l'autre, les moyens épars en développement des entreprises. Il s'agit de réconcilier ces grandes inconnues. Le décret 13 février 1931 incite sur le modèle germanique les centres d'enseignement à investir le champ de la recherche. Le décret du 11 avril 1933 instaure un diplôme d'ingénieur-docteur.
Le potentiel technologique de l'ESTP, la diversification des enseignements et la tradition d'accueil de nombreux étrangers fournissent l'occasion de saisir les opportunités du moment. De grands noms s'illustrent : André Desguines, Oleg Yadoff, Moshe Feldenkrais qui y crée par ailleurs le Ju Jitsu Club de France. Frédéric Joliot monte en 1934, grâce à Léon Eyrolles, « une installation qui doit permettre la production de particules accélérées sous une tension voisine de deux millions de volts. Cette installation montée avec des moyens réduits, [...], doit déjà nous permettre d'entreprendre des recherches nouvelles en physique, en chimie et en biologie ».
De nos jours, une quarantaine d'enseignants-chercheurs et de doctorants mènent des projets de recherche industrielle sur des sujets d'innovation autour des territoires et infrastructures sobres et décarbonés de demain.
L'ESTP dispose par ailleurs de trois chaires d'enseignement-recherche : en infrastructures routières et aménagements urbains de demain, en ingénierie des bétons (IdB) et en jumeaux numériques de la construction et des infrastructures.

### L'Institut de recherche de l'ESTP
L'activité de recherche de l'ESTP s'articule depuis 2009 autour de trois thèmes : les éléments de construction, les ouvrages, les systèmes. L'école dispose sur l'ensemble de ses campus d'une vingtaine de laboratoires, d'une salle BIM et cloud et d'un observatoire des risques. Tous les élèves sont exposés à la recherche grâce à un projet réalisé dans le cadre du « Parcours recherche ».

## Vie associative
Liste non exhaustive de ses principales associations:
- BLOC ESTP : BDE du campus de Cachan
- TP PRISME : BDE du campus de Dijon
- B-CUBE ESTP : BDE du campus de Troyes
- L’ARC ESTP : BDE du campus d’Orléans
- BDI-PUB ESTP : Responsable du Pub du campus de Cachan
- Pub & Afterwork Dijon ESTP : Responsable du Pub du campus de Dijon
- Pub & Afterwork Troyes ESTP : Responsable du Pub du campus de Troyes
- Forum ESTP : Organise le forum des entreprises[13]
- Junior ESTP : Junior Entreprise de l'ESTP[14]. Basée sur le campus de Cachan.
- ESTP PROJETS 21 : Association labellisée par le Mouvement des Junior-Entreprises. Basée sur le campus de Dijon. https://ep21.org
- CHESS ESTP : Association d’échecs de l’ESTP sur le campus de Cachan.
- Skiclub ESTP : Organise la semaine ski ainsi que des weekends ski
- BDS ESTP : Bureau des sports
- Genius ESTP : Stimule l'entrepreneuriat et l'innovation à l'ESTP
- Larssen ESTP : Association culturelle de l'école, organisant notamment des voyages
- Œnologie ESTP : Club d'œnologie du campus de Cachan
- Dijonysos : Club d'œnologie du campus de Dijon
- Défi Voile ESTP : Club de voile de l'école, qui organise notamment une croisière
- Troyes Mâts ESTP : Club de voile du campus de Troyes, organisant des activités nautiques sur les lacs d'Orient et participant à la croisière ESTP
- Asie ESTP : Association de partage de la culture asiatique de l'ESTP sur le campus de Cachan.
- Run For Them ESTP : Association de running organisant une course au profit de la Fondation du Souffle
- Passion BTP : Association s'occupant des visites de chantier et créatrice du concours du meilleur chantier de France en 2023[15].
- Rapiculture ESTP : Association basée sur la culture hip-hop et le rap

## Anciens élèves
- Alfred de Pischof (CTP05), pionnier de l'aéronautique.
- Jeanne Scelles-Millie (B24), première femme diplômée de l'ESTP et première femme ingénieure architecte en France en 1924, ancienne Résistante.
- Adrien Conus, officier à Bir-Hakeim,
- Louis René Chauveau (CTP08), résistant, mort pour la France[16].
- Adrien Conus (TP23), Compagnon de la libération, colonel.
- Martial Lapeyre (TP26), fondateur du groupe Lapeyre.
- Moshé Feldenkrais (ME30), physicien, fondateur du judo en France.
- Lucius-Duquesnes Gustave (TP30), ancien sénateur.
- Ducassou Henri, fondateur du Bloc Estp en 1943, Industriel, président de la chambre de commerce et d'industrie de Bretagne[17]
- Nicolas Grunitzky (CTP34), ancien président du Togo.
- Ginette Hamelin (B35), résistante déportée, morte à Ravensbrück.
- Louis Escande, député-maire de Macon.
- Menachem Mendel Schneerson (ME37), grand Rabbin et leader spirituel du Judaïsme Loubavitch.
- Léon Grosse (TP50), président du conseil de surveillance Léon Grosse.
- Pierre Thevenin (IG52), architecte de golf.
- Daniel Kahane (B60), architecte, premier grand prix de Rome d'architecture, membre de l'Académie d'architecture.
- Mansour Skhiri (TP62), homme politique tunisien, ancien ministre de la Fonction publique et du Transport.
- Jacques Merceron-Vicat (TP62), président du groupe cimentier Vicat.
- Patrick Le Lay (TP64), ex PDG de TF1.
- Roger Martin (TP65), ex-PDG d'Eurovia, DG délégué du groupe Vinci.
- Pierre Zemor (TP66), conseiller d'État honoraire.
- Michel Guerry (TP68), sénateur.
- Georges Ginesta (IG68), homme politique, député pendant 15 ans, et actuel sénateur LR dans le Var.
- François-Xavier Clédat (TP70), président du Conseil de surveillance de Spie Batignolles.
- Serge Eyrolles (B71), petit-fils du fondateur de l'ESTP Léon Eyrolles, PDG des Éditions Eyrolles et des Éditions d'Organisation, ancien président du Syndicat national de l'édition.
- Jean-Louis Briaud (TP72), président de l'American Society of Civil Engineers, professeur à Texas A&M
- Guillaume Sarkozy (B74), ex-délégué général du groupe Malakoff Médéric.
- Patrick Jolly (B74), créateur du journal De Particulier à Particulier.
- François Grassi (CTP1903), premier conducteur de travaux externe et maire de Bougival.
- Philippe de Dieuleveult (CB75), reporter et animateur de télévision.
- Jean-Louis Chaussade (B76), PDG de Suez Environnement
- Hervé Le Bouc (TP76), Président de COLAS.
- Philippe Monloubou, (ME77), Président du directoire d'Enedis (ex-ERDF).
- Harold Martin (CB78), président du gouvernement de Nouvelle-Calédonie.
- Mohamed Saâd Hassar, homme politique marocain.
- Marc de Garidel (TP80), PDG d'Ipsen.
- Meka Brunel (TP80), DG de Gecina.
- François Darnaudet (TP81), écrivain de littérature policière et fantastique.
- Patrick Bernasconi (CTP80), ex-président de la FNTP, président du Conseil économique, social et environnemental.
- Bertrand Stalla-Bourdillon (ME81), DG Louis Vuitton, PDG Berluti, PDG Marc Jacobs.
- Bruno Jean-Richard Itoua (ME82), ancien ministre congolais.
- Amadou Gon Coulibaly (B82), ancien premier ministre ivoirien.
- Olivier Genis (B83), PDG d'Eiffage Construction.
- Gilles Tonelli (TP83), homme d'État monégasque.
- Vincent Taupin (TP84), président du directoire de la banque Groupe Edmond de Rothschild.
- Philippe Hamequin (TP84), DG de Bouygues Travaux Publics.
- Dominique Cerutti (B84), ex-PDG d'Euronext, PDG d'Altran.
- Farid Bensaïd (B84), homme d'affaires et violoniste marocain, premier prix de violon du Conservatoire de Paris en 1984.
- Jean-Philippe Trin (TP86), Directeur général délégué de Bouygues Construction.
- Alain Triolle (TP86), Préfet de la Savoie.
- Pierre Jacquot (TP94), CEO activité immobilière Groupe Edmond de Rothschild[18]
- Matthieu Malige (TP97), Directeur Financier de Carrefour.
- David Lappartient (GME98), président de l'Union cycliste internationale.
- Nicolas Meilhan (TP02), spécialiste dans les domaines de l'énergie et des transports.
- Najoua Arduini-Elatfani (ME05), ancienne présidente du Club XXIe siècle[19].
- Rami El Koussa (B08), fondateur de l'ESSEC Ventures.
- Clémence Franc (TP13) fondatrice de Novagray, spécialisée dans la recherche sur le traitement du cancer par radiothérapie.
- Kalla Ankourao (TP77), ancien ministre de la santé, de l'équipement, des affaires étrangères et ancien vice président de l'Assemblée nationale du Niger

## Réalisations des anciens élèves
- Chemin de fer du Yunnan, Chine